# Eintracht Frankfurt 1983-1984
Questa voce raccoglie le informazioni riguardanti l'Eintracht Frankfurt nelle competizioni ufficiali della stagione 1983-1984.

## Stagione
Nella stagione 1983-1984 l'Eintracht Francoforte, allenato da Branko Zebec, Jürgen Grabowski e Dietrich Weise, concluse il campionato di Bundesliga al 16º posto. In Coppa di Germania l'Eintracht Francoforte fu eliminato al primo turno dal Göttingen.

## Rosa
| N. |                     | Ruolo | Calciatore       |
| -- | ------------------- | ----- | ---------------- |
|    | Germania (bandiera) | P     | Joachim Jüriens  |
|    | Germania (bandiera) | P     | Jürgen Pahl      |
|    | Germania (bandiera) | D     | Thomas Berthold  |
|    | Germania (bandiera) | D     | Hans-Peter Boy   |
|    | Germania (bandiera) | D     | Günter Eymold    |
|    | Germania (bandiera) | D     | Norbert Fruck    |
|    | Germania (bandiera) | D     | Mike Kahlhofen   |
|    | Germania (bandiera) | D     | Charly Körbel    |
|    | Germania (bandiera) | D     | Armin Kraaz      |
|    | Germania (bandiera) | D     | Michael Sziedat  |
|    | Germania (bandiera) | C     | Dirk Borkenhagen |
|    | Germania (bandiera) | C     | Ralf Falkenmayer |
|    | Germania (bandiera) | C     | Thomas Kroth     |

| N. |                     | Ruolo | Calciatore      |
| -- | ------------------- | ----- | --------------- |
|    | Germania (bandiera) | C     | Jürgen Mohr     |
|    | Germania (bandiera) | C     | Dennis Rieth    |
|    | Germania (bandiera) | C     | Uwe Schreml     |
|    | Germania (bandiera) | C     | Ralf Sievers    |
|    | Svezia (bandiera)   | C     | Jan Svensson    |
|    | Germania (bandiera) | C     | Martin Trieb    |
|    | Germania (bandiera) | A     | Ronny Borchers  |
|    | Germania (bandiera) | A     | Thomas Kloss    |
|    | Germania (bandiera) | A     | Harald Krämer   |
|    | Germania (bandiera) | A     | Bodo Mattern    |
|    | Germania (bandiera) | A     | Uwe Müller      |
|    | Polonia (bandiera)  | A     | Cezary Tobollik |

## Organigramma societario
Area tecnica
- Allenatore: Dietrich Weise
- Allenatore in seconda:
- Preparatore dei portieri:
- Preparatori atletici:

## Calciomercato

### Sessione estiva
| Acquisti | Acquisti        | Acquisti                         | Acquisti |
| R.       | Nome            | da                               | Modalità |
| -------- | --------------- | -------------------------------- | -------- |
| D        | Hans-Peter Boy  | FSV Francoforte                  |          |
| D        | Günter Eymold   | Hessen Kassel                    |          |
| D        | Norbert Fruck   | Duisburg                         |          |
| A        | Harald Krämer   | Eintracht Francoforte (juniores) |          |
| A        | Bodo Mattern    | Darmstadt                        |          |
| C        | Jürgen Mohr     | Hertha Berlino                   |          |
| C        | Jan Svensson    | IFK Norrköping                   |          |
| A        | Cezary Tobollik | KS Cracovia                      |          |

| Cessioni | Cessioni          | Cessioni          | Cessioni |
| R.       | Nome              | a                 | Modalità |
| -------- | ----------------- | ----------------- | -------- |
| A        | Holger Anthes     | Osnabrück         |          |
| A        | Cha Bum-kun       | Bayer Leverkusen  |          |
| A        | Helmut Gulich     | Uerdingen 05      |          |
| A        | Josef Kaczor      | Eintracht Heessen |          |
| A        | Michael Künast    | Karlsruhe         |          |
| C        | Stefan Lottermann | Norimberga        |          |
| C        | Bernd Nickel      | Young Boys        |          |
| D        | Bruno Pezzey      | Werder Brema      |          |

### Sessione invernale
| Acquisti | Acquisti | Acquisti | Acquisti |
| R.       | Nome     | da       | Modalità |
| -------- | -------- | -------- | -------- |

| Cessioni | Cessioni | Cessioni | Cessioni |
| R.       | Nome     | a        | Modalità |
| -------- | -------- | -------- | -------- |

## Risultati

### Bundesliga

#### Girone di andata
| Arbitro: | Niebergall |

|                       |           |                |
| Svensson 39’ Mohr 63’ | Marcatori | 50’, 66’ Reich |

| Arbitro: | Osmers |

|                                                          |           |                        |
| Funkel 17’, 87’ Herget 24’ Loontiens 57’ Puszamszies 88’ | Marcatori | 27’ Fruck 52’ Berthold |

| Arbitro: | Werner |

|                        |           |                  |
| Sziedat 40’ Körbel 85’ | Marcatori | 74’ Cha 76’ Waas |

| Arbitro: | Wippker |

|                                       |           |              |
| Westerwinter 6’ Pagelsdorf 15’ (rig.) | Marcatori | 49’ Borchers |

| Arbitro: | Umbach |

|                                    |           |  |
| Körbel 6’ (rig.) Svensson 69’, 90’ | Marcatori |  |

| Arbitro: | Hontheim |

|                            |           |             |
| Bein 27’ (rig.) Kutzop 90’ | Marcatori | 89’ Sievers |

| Francoforte sul Meno 17 settembre 1983, ore 15:30 CEST 7ª giornata | Eintracht Francoforte | 0 – 0 referto | Werder Brema | Waldstadion (20 000 spett.)\| Arbitro: \| Risse \| |
| Arbitro:                                                           | Risse                 |               |              |                                                    |

| Arbitro: | Ahlenfelder |

|                                                  |           |                                       |
| Lux 35’ Keute 45’ Studzizba 53’ Kraaz 67’ (aut.) | Marcatori | 29’ Falkenmayer 40’ Schreml 65’ Kroth |

| Arbitro: | Ermer |

|                   |           |                               |
| Körbel 81’ (rig.) | Marcatori | 55’ Schön 70’ Makan 90’ Böhni |

| Arbitro: | Horeis |

|                                    |           |           |
| Oswald 8’ Woelk 47’ Kuntz 48’, 68’ | Marcatori | 56’ Kroth |

| Arbitro: | Retzmann |

|           |           |          |
| Kroth 19’ | Marcatori | 54’ Rahn |

| Arbitro: | Wiesel |

|                                                                          |           |  |
| Haas 29’, 39’ Fischer 32’ Allofs 49’ Hartmann 73’ Steiner 84’ Mennie 89’ | Marcatori |  |

| Francoforte sul Meno 5 novembre 1983, ore 15:30 CET 13ª giornata | Eintracht Francoforte | 0 – 0 referto | Bayern Monaco | Waldstadion (55 000 spett.)\| Arbitro: \| Uhlig \| |
| Arbitro:                                                         | Uhlig                 |               |               |                                                    |

| Norimberga 12 novembre 1983, ore 15:30 CET 14ª giornata | Norimberga | 0 – 0 referto | Eintracht Francoforte | Städtisches Stadion (14 000 spett.)\| Arbitro: \| Wahmann \| |
| Arbitro:                                                | Wahmann    |               |                       |                                                              |

| Arbitro: | Schmidhuber |

|              |           |                                            |
| Svensson 12’ | Marcatori | 17’ Allgöwer 55’ Sigurvinsson 72’ Reichert |

| Francoforte sul Meno 3 dicembre 1983, ore 15:30 CET 16ª giornata | Eintracht Francoforte | 0 – 0 referto | Amburgo | Waldstadion (28 000 spett.)\| Arbitro: \| Ahlenfelder \| |
| Arbitro:                                                         | Ahlenfelder           |               |         |                                                          |

| Arbitro: | Barnick |

|            |           |  |
| Hübner 34’ | Marcatori |  |

#### Girone di ritorno
| Arbitro: | Föckler |

|                          |           |  |
| Răducanu 60’ Wegmann 80’ | Marcatori |  |

| Arbitro: | Huster |

|                              |           |                       |
| Falkenmayer 25’ Svensson 44’ | Marcatori | 70’ Herget 90’ Funkel |

| Arbitro: | Theobald |

|              |           |                         |
| Waas 6’, 32’ | Marcatori | 57’ Svensson 90’ Müller |

| Arbitro: | Gabor |

|           |           |                 |
| Kroth 79’ | Marcatori | 25’ Grillemeier |

| Arbitro: | Heitmann |

|                                |           |                                  |
| Thiele 7’, 75’ Bommer 25’, 82’ | Marcatori | 50’ Müller 69’ (aut.) Eðvaldsson |

| Arbitro: | Pauly |

|                                            |           |  |
| Kutzop 45’ (aut.) Svensson 76’ Mattern 85’ | Marcatori |  |

| Arbitro: | Umbach |

|                          |           |                                   |
| Reinders 34’ (rig.), 63’ | Marcatori | 19’, 79’ Falkenmayer 25’ Tobollik |

| Arbitro: | Eschweiler |

|           |           |                      |
| Trieb 58’ | Marcatori | 26’ Lux 67’ Hollmann |

| Arbitro: | Dellwing |

|                |           |                 |
| Olaidotter 59’ | Marcatori | 74’ Falkenmayer |

| Arbitro: | Tritschler |

|                 |           |  |
| Falkenmayer 81’ | Marcatori |  |

| Arbitro: | Werner |

|            |           |            |
| Lienen 89’ | Marcatori | 80’ Müller |

| Arbitro: | Osmers |

|  |           |                 |
|  | Marcatori | 84’, 89’ Allofs |

| Arbitro: | Correll |

|                               |           |  |
| Rummenigge 11’, 40’ Mathy 50’ | Marcatori |  |

| Arbitro: | Assenmacher |

|                             |           |               |
| Körbel 5’, 81’ Berthold 90’ | Marcatori | 69’ Abramczik |

| Arbitro: | Neuner |

|                          |           |                         |
| Reichert 8’ Allgöwer 21’ | Marcatori | 85’ Berthold 90’ Müller |

| Arbitro: | Wippker |

|  |           |                            |
|  | Marcatori | 9’, 90’ (rig.) Falkenmayer |

| Arbitro: | Wuttke |

|                                |           |  |
| Tobollik 47’, 52’ Svensson 82’ | Marcatori |  |

### Spareggio promozione/retrocessione
| Arbitro: | Heitmann |

|  |           |                                                                 |
|  | Marcatori | 23’ Svensson 53’ Müller 68’ Falkenmayer 78’ Tobollik 80’ Krämer |

| Arbitro: | Dellwing |

|            |           |               |
| Müller 83’ | Marcatori | 80’ Schlipper |

### Coppa di Germania
| Arbitro: | Waltert |

|                             |           |                        |
| Weir 7’, 18’ Krech 16’, 90’ | Marcatori | 19’ Trieb 67’ Svensson |

## Statistiche

### Statistiche di squadra
| Competizione      | Punti | In casa | In casa | In casa | In casa | In casa | In casa | In trasferta | In trasferta | In trasferta | In trasferta | In trasferta | In trasferta | Totale | Totale | Totale | Totale | Totale | Totale | DR  |
| Competizione      | Punti | G       | V       | N       | P       | Gf      | Gs      | G            | V            | N            | P            | Gf           | Gs           | G      | V      | N      | P      | Gf     | Gs     | DR  |
| ----------------- | ----- | ------- | ------- | ------- | ------- | ------- | ------- | ------------ | ------------ | ------------ | ------------ | ------------ | ------------ | ------ | ------ | ------ | ------ | ------ | ------ | --- |
| Bundesliga        | 27    | 17      | 5       | 8       | 4       | 24      | 19      | 17           | 2            | 5            | 10           | 21           | 42           | 34     | 7      | 13     | 14     | 45     | 61     | -16 |
| Coppa di Germania | -     | 0       | 0       | 0       | 0       | 0       | 0       | 1            | 0            | 0            | 1            | 2            | 4            | 1      | 0      | 0      | 1      | 2      | 4      | -2  |
| Totale            | 27    | 17      | 5       | 8       | 4       | 24      | 19      | 18           | 2            | 5            | 11           | 23           | 46           | 35     | 7      | 13     | 15     | 47     | 65     | -18 |

### Andamento in campionato
| Giornata  | 1 | 2  | 3  | 4  | 5  | 6  | 7  | 8  | 9  | 10 | 11 | 12 | 13 | 14 | 15 | 16 | 17 | 18 | 19 | 20 | 21 | 22 | 23 | 24 | 25 | 26 | 27 | 28 | 29 | 30 | 31 | 32 | 33 | 34 |
| --------- | - | -- | -- | -- | -- | -- | -- | -- | -- | -- | -- | -- | -- | -- | -- | -- | -- | -- | -- | -- | -- | -- | -- | -- | -- | -- | -- | -- | -- | -- | -- | -- | -- | -- |
| Luogo     | C | T  | C  | T  | C  | T  | C  | T  | C  | T  | C  | T  | C  | T  | C  | C  | T  | T  | C  | T  | C  | T  | C  | T  | C  | T  | C  | T  | C  | T  | C  | T  | T  | C  |
| Risultato | N | P  | N  | P  | V  | P  | N  | P  | P  | P  | N  | P  | N  | N  | P  | N  | P  | P  | N  | N  | N  | P  | V  | V  | P  | N  | V  | N  | P  | P  | V  | N  | V  | V  |
| Posizione | 8 | 16 | 15 | 16 | 12 | 14 | 14 | 18 | 18 | 18 | 18 | 18 | 18 | 18 | 18 | 18 | 17 | 18 | 17 | 17 | 17 | 17 | 17 | 16 | 16 | 16 | 16 | 16 | 16 | 16 | 16 | 16 | 16 | 16 |

Legenda:

Luogo: C = Casa; T = Trasferta. Risultato: V = Vittoria; N = Pareggio; P = Sconfitta.

### Statistiche dei giocatori
| Giocatore      | Bundesliga | Bundesliga | Bundesliga  | Bundesliga | Relegation Bundesliga | Relegation Bundesliga | Relegation Bundesliga | Relegation Bundesliga | Coppa di Germania | Coppa di Germania | Coppa di Germania | Coppa di Germania | Totale   | Totale | Totale      | Totale     |
| Giocatore      | Presenze   | Reti       | Ammonizioni | Espulsioni | Presenze              | Reti                  | Ammonizioni           | Espulsioni            | Presenze          | Reti              | Ammonizioni       | Espulsioni        | Presenze | Reti   | Ammonizioni | Espulsioni |
| -------------- | ---------- | ---------- | ----------- | ---------- | --------------------- | --------------------- | --------------------- | --------------------- | ----------------- | ----------------- | ----------------- | ----------------- | -------- | ------ | ----------- | ---------- |
| T. Berthold    | 28         | 3          | 5           | 0          | 2                     | 0                     | 1                     | 0                     | 1                 | 0                 | 1                 | 0                 | 31       | 3      | 7           | 0          |
| R. Borchers    | 31         | 1          | 1           | 0          | 2                     | 0                     | 0                     | 0                     | 1                 | 0                 | 0                 | 0                 | 34       | 1      | 1           | 0          |
| D. Borkenhagen | 1          | 0          | 0           | 0          | 0                     | 0                     | 0                     | 0                     | 0                 | 0                 | 0                 | 0                 | 1        | 0      | 0           | 0          |
| H. Boy         | 0          | 0          | 0           | 0          | 0                     | 0                     | 0                     | 0                     | 0                 | 0                 | 0                 | 0                 | 0        | 0      | 0           | 0          |
| G. Eymold      | 2          | 0          | 0           | 0          | 0                     | 0                     | 0                     | 0                     | 1                 | 0                 | 0                 | 0                 | 3        | 0      | 0           | 0          |
| R. Falkenmayer | 34         | 8          | 1           | 0          | 2                     | 1                     | 0                     | 0                     | 1                 | 0                 | 0                 | 0                 | 37       | 9      | 1           | 0          |
| N. Fruck       | 21         | 1          | 5           | 1          | 1                     | 0                     | 0                     | 0                     | 1                 | 0                 | 0                 | 0                 | 23       | 1      | 5           | 1          |
| J. Jüriens     | 7          | 0          | 0           | 0          | 0                     | 0                     | 0                     | 0                     | 1                 | 0                 | 0                 | 0                 | 8        | 0      | 0           | 0          |
| M. Kahlhofen   | 0          | 0          | 0           | 0          | 0                     | 0                     | 0                     | 0                     | 0                 | 0                 | 0                 | 0                 | 0        | 0      | 0           | 0          |
| T. Kloss       | 2          | 0          | 0           | 0          | 0                     | 0                     | 0                     | 0                     | 0                 | 0                 | 0                 | 0                 | 2        | 0      | 0           | 0          |
| A. Kraaz       | 28         | 0          | 2           | 0          | 2                     | 0                     | 0                     | 0                     | 0                 | 0                 | 0                 | 0                 | 30       | 0      | 2           | 0          |
| T. Kroth       | 30         | 4          | 0           | 0          | 2                     | 0                     | 0                     | 0                     | 0                 | 0                 | 0                 | 0                 | 32       | 4      | 0           | 0          |
| H. Krämer      | 6          | 0          | 1           | 0          | 2                     | 1                     | 0                     | 0                     | 1                 | 0                 | 0                 | 0                 | 9        | 1      | 1           | 0          |
| C. Körbel      | 30         | 5          | 3           | 0          | 0                     | 0                     | 0                     | 0                     | 1                 | 0                 | 0                 | 0                 | 31       | 5      | 3           | 0          |
| B. Mattern     | 9          | 1          | 1           | 0          | 0                     | 0                     | 0                     | 0                     | 0                 | 0                 | 0                 | 0                 | 9        | 1      | 1           | 0          |
| J. Mohr        | 12         | 1          | 0           | 0          | 2                     | 0                     | 0                     | 0                     | 0                 | 0                 | 0                 | 0                 | 14       | 1      | 0           | 0          |
| U. Müller      | 20         | 4          | 0           | 0          | 2                     | 2                     | 0                     | 0                     | 0                 | 0                 | 0                 | 0                 | 22       | 6      | 0           | 0          |
| J. Pahl        | 27         | 0          | 1           | 0          | 2                     | 0                     | 0                     | 0                     | 0                 | 0                 | 0                 | 0                 | 29       | 0      | 1           | 0          |
| D. Rieth       | 3          | 0          | 0           | 0          | 0                     | 0                     | 0                     | 0                     | 0                 | 0                 | 0                 | 0                 | 3        | 0      | 0           | 0          |
| U. Schreml     | 17         | 1          | 5           | 0          | 0                     | 0                     | 0                     | 0                     | 1                 | 0                 | 1                 | 0                 | 18       | 1      | 6           | 0          |
| R. Sievers     | 23         | 1          | 2           | 0          | 2                     | 0                     | 0                     | 0                     | 1                 | 0                 | 0                 | 0                 | 26       | 1      | 2           | 0          |
| J. Svensson    | 33         | 8          | 4           | 0          | 1                     | 1                     | 0                     | 0                     | 1                 | 1                 | 0                 | 0                 | 35       | 10     | 4           | 0          |
| M. Sziedat     | 17         | 1          | 3           | 2          | 0                     | 0                     | 0                     | 0                     | 1                 | 0                 | 0                 | 0                 | 18       | 1      | 3           | 2          |
| C. Tobollik    | 13         | 3          | 0           | 0          | 2                     | 1                     | 0                     | 0                     | 0                 | 0                 | 0                 | 0                 | 15       | 4      | 0           | 0          |
| M. Trieb       | 31         | 1          | 1           | 0          | 2                     | 0                     | 0                     | 0                     | 1                 | 1                 | 0                 | 0                 | 34       | 2      | 1           | 0          |